# Wash Westmoreland
Pour les articles homonymes, voir Westmoreland.
Paul “Wash” Westmoreland, aussi connu sous le nom Wash West, (né le 4 mars 1966) est un réalisateur américain de cinéma indépendant qui a aussi travaillé pour la télévision et dans le documentaire.

## Biographie
Wash Westmoreland est né à Leeds, en Angleterre. Il fait ses études à l'université de Newcastle upon Tyne et à l'université de Fukuoka (Japon). Il quitte le Royaume-Uni pour les États-Unis et 1992, et s'installe à Los Angeles en 1995.
Il était le compagnon du réalisateur Richard Glatzer jusqu'à la mort de ce dernier en 2015. Ils s'étaient mariés en 2013.
Il commence par faire carrière comme réalisateur de films pornographiques gays, recevant de nombreux prix. 
Il coréalise ensuite avec Richard Glatzer des films généralistes qui reçoivent également un grand succès public et critique. Leur dernier film, Still Alice, a valu à l'actrice Julianne Moore l'Oscar de la meilleure actrice en 2015.

## Filmographie choisie

### Comme réalisateur
Sous le nom de Wash Westmoreland
- 2001 : Fluffer coréalisé avec Richard Glatzer
- 2003 : Totally Gay! (documentaire pour la télévision)
- 2004 : Gay Republicans (documentaire pour la télévision)
- 2005 : Echo Park, L.A. (Quinceañera) coréalisé avec Richard Glatzer
- 2013 : The Last of Robin Hood coréalisé avec Richard Glatzer
- 2014 : Still Alice coréalisé avec Richard Glatzer
- 2018 : Colette
- 2019 : L'Oiseau-tempête (The Earthquake Bird)

Sous le nom de Wash West
- 1996 : Taking the Plunge!
- 1998 : Toolbox
- 1997 : Naked Highway
- 1999 : Technical Ecstasy
- 1999 : Animus
- 2001 : Seven Deadly Sins: Gluttony ou The Porno Picture of Dorian Gray
- 2003 : The Hole

### Comme producteur
Sous le nom de Bud Light
- 1998 : Red Hot and Safe
- 2000 : Devil is a Bottom
- 2000 : Brothers in Arms
- 2002 : Porn Academy

Sous le nom de Wash Westmoreland
- 2008 : Pedro de Nick Oceano (sur Pedro Zamora)

## Distinctions
- GayVN Awards 1997 : Prix du meilleur réalisateur, du meilleur scénario et de la meilleure vidéographie pour Naked Highway (1997), prix du meilleur montage pour Dr. Jerkoff & Mr. Hard (1997)
- Grabby Award 1998 : Prix de la meilleure photographie, du meilleur scénario, de la meilleure vidéo et du meilleur réalisateur pour Naked Highway (1997), prix du meilleur réalisateur pour Dr. Jerkoff & Mr. Hard (1997)
- Grabby Award 2000 : Prix du meilleur scénario de fantasy pour Animus (1999) et prix de la meilleure vidéo de fantasy pour Technical Ecstasy (1999)
- Grabby Award 2001 : Prix du meilleur scénario pour The Seven Deadly Sins: Gluttony (2001) et prix de la meilleure vidéo comique pour Devil Is a Bottom (2000)
- GayVN Awards 2002 : Prix du meilleur montage (partagé avec Andrew Rosen), du meilleur scénario, de la meilleure vidéographie et du meilleure réalisateur pour The Seven Deadly Sins: Gluttony (2001)
- AFI Fest 2004 : Prix du public du meilleur documentaire pour Gay Republicans (2004)
- GayVN Awards 2004 : Prix du meilleur réalisateur pour The Hole (2003)
- Grabby Awards 2004 : Prix du meilleur scénario et du meilleur réalisateur pour The Hole (2003)
- Festival du film de Sundance 2006 : Grand prix du jury et prix du public (partagés avec Richard Glatzer) pour Echo Park, L.A. (2006)
- Atlanta Film Festival 2006 : Prix du public du meilleur film de fiction pour Echo Park, L.A., partagé avec Richard Glatzer